# Damn Small Linux
Damn Small Linux [ˈdæm ˌsmɔːl ˈlɪnʊks] (DSL [ˌdiː ɛs ˈɛl], deutsch verdammt kleines Linux) ist eine englischsprachige Linux-Distribution, die sich von einer Visitenkarten-CD (50 MB) starten lässt. Das Damn-Small-Linux-Projekt wurde von John Andrews und Robert Shingledecker ins Leben gerufen und basierte ursprünglich auf Knoppix. Heute basiert Damn Small Linux auf Debian GNU/Linux. Kurzzeitig geriet die Entwicklung ins Stocken, da sich der Erfinder nicht mit dem Hauptentwickler einigen konnte.

## Eigenschaften
Damn Small Linux ist dafür konzipiert, auch auf alten Rechnern mit veralteter Hardware (zum Beispiel mit 486er-Architektur, 16 MB RAM und kleinen Festplatten unter 54,0 MB) zu laufen. Die Distribution lässt sich sowohl als Live-CD verwenden als auch auf der Festplatte installieren. Sie kann sogar in einem MS-Windows-Fenster gestartet werden (dsl-embedded), wie es beispielsweise auch bei TopologiLinux, Puppy Linux, CoLinux und WinLinux möglich ist. Aufgrund ihres geringen Speicherbedarfs bietet diese Distribution die Möglichkeit, komplett aus dem RAM (ab 128 MB) oder einem USB-Stick zu arbeiten.
Ab der Version 4.0 wird der Linux-Kernel 2.4.31 verwendet. Ab der Version 3.0 wird bei DSL das Dateisystem UnionFS verwendet, bei dem die Möglichkeit besteht, im Live-Betrieb lokale Dateien zu ändern und somit zum Beispiel Programme nachzuinstallieren.

### Enthaltene Anwendungen
Trotz ihres geringen Umfangs bietet diese Distribution einen kompletten Desktop.
- X Window System (Kombination aus Kdrive-, Xvesa- und Xfbdev-Server)
- Fluxbox (Window-Manager)
- JWM (Window-Manager)
- Mozilla Firefox (Browser)
- Dillo (einfacher Browser)
- XMMS (Musikplayer)
- emelFM (Dateimanager)
- Naim (textbasierter Instant Messenger)
- Sylpheed (E-Mail-Programm)
- Beaver (Texteditor)
- Xpdf (PDF-Viewer)
- FLwriter (Textverarbeitung)
- FTP-Client, DHCP-Client, PPP und PPPoE
- SSH Server/Client
- Apsfilter (Drucksystem)

Dank eines mitgelieferten Paket-Managers lässt sich die Basisversion schnell und unkompliziert um eine große Zahl zusätzlicher Pakete erweitern.
Ab Version 0.7 ist Damn Small Linux mittels der myDSL extensions erweiterbar, GZip-komprimierter Binärarchive mit der Dateiendung .dsl. Das Prinzip von Damn Small Linux ist mit dem von VectorLinux oder mit dem des schon oben erwähnten Knoppix vergleichbar.

### Damn Small Linux Not (DSL-N)
2006 gab es mit DSL-N (Damn Small Linux Not) den Versuch, eine an DSL orientierte Linux-Distribution zu entwickeln, die jedoch nicht an die 50-MB-Grenze von DSL gebunden war. Dadurch wurde die Verwendung des Linux-Kernels 2.6 und von GTK2 möglich. Für DSL-N sind nicht so viele Programme verfügbar wie für DSL (im Gegensatz zu DSL lassen sich Debian-Paketquellen nicht einbinden). Die letzte Version DSL-N 0.1RC4 (24. August 2006) hat eine Größe von 95 MB.

## Versionen
Die erste Version 0.1 erschien im Februar 2003. Nach mehr als 20 weiteren Vorabversionen folgte am 13. April 2005 Version 1.0. Am 27. September 2012 erschien die vorläufig letzte Version 4.11rc2.
Am 1. Februar 2024, nach mehr als elf Jahren Unterbrechung, wurde eine neue Version von DSL veröffentlicht, DSL 2024. Es handelt sich um eine Alphaversion. Anders als die älteren Versionen basiert die neue auf antiX. Ziel ist jetzt eine Distribution, die auf einer herkömmlichen CD Platz hat.